# Zenionidae
Famille
Les Zenionidae forment une famille de poissons abyssaux de l'ordre des Zeiformes, anciennement connue sous le nom de Macrurocyttidae.

## Liste des genres et espèces
Selon ITIS (13 août 2010) :
- genre Capromimus Gill, 1893
- genre Cyttomimus Gilbert, 1905
- genre Zenion Jordan & Evermann, 1896

Selon FishBase (13 août 2010) :
- genre Capromimus
  - Capromimus abbreviatus (Hector, 1875)
- genre Cyttomimus
  - Cyttomimus affinis Weber, 1913
  - Cyttomimus stelgis Gilbert, 1905
- genre Zenion
  - Zenion hololepis (Goode & Bean, 1896)
  - Zenion japonicum Kamohara, 1934
  - Zenion leptolepis (Gilchrist & von Bonde, 1924)
  - Zenion longipinnis Kotthaus, 1970